# Befehlsautomatie
Befehlsautomatie oder Befehlsautomatismus ist ein zu den Automatismen gehörendes Symptom, bei dem die betroffene Person automatenhaft von außen gegebene Anweisungen befolgt, selbst wenn dies nicht ihren Absichten entspricht oder ihnen zuwiderläuft. Es tritt bei katatoner Schizophrenie, infolge von Hypnose und unter Einfluss von Drogen wie Atropin oder Mescalin auf. Als Gegenstück kann der Negativismus angesehen werden.